# Ville Aaltonen
Ville Aaltonen (* 17. Mai 1979 in Pori) ist ein finnischer Bandyspieler. Es spielt in der Saison 2013/14 bei Bollnäs GoIF in der schwedischen Elitserien und für die finnische Nationalmannschaft. Er gilt als All-rounder wird jedoch in der Regel offensiv bzw. im offensiven Mittelfeld eingesetzt.
Bis 2001 spielte Aaltonen für seinen Heimatverein Porin Narukerä, mit dem er 1999 finnischer Meister wurde. Es war zugleich die erste Meisterschaft des 1965 gegründeten Vereins. 2001 wechselte er nach Schweden zu Ljusdals BK. 2004 folgte der Wechsel zu Bollnäs GoIF. Mit Bollnäs gewann er 2005 den Weltcup. 2007/08 spielte er eine Saison in Russland in Krasnogorsk bei Zorki und wurde dort russischer Vizemeister. Nach der Saison kehrte er zurück nach Bollnäs. 2010 und 2011 stand er mit dem Verein im Finale der schwedischen Bandymeisterschaft, wobei Bollnäs beide Male verlor.
Im Trikot der finnischen Nationalmannschaft spielt Aaltonen seit dem Winter 2001/02. 2004 wurde er durch ein 5:4 nach Golden Goal Finnlands gegen Schweden Weltmeister. Für das Nationalteam absolvierte er bereits über 100 Länderspiele.
2009 und 2010 erhielt die Auszeichnung des besten Bandyspielers Finnlands.